# Valiato de Ankara
El valiato de Ankara (en turco: Vilâyet-i Ankara, en francés: Vilayet d'Angora) o Angora era una división administrativa de primer nivel (valiato) del Imperio otomano, centrada en la ciudad de Ankara en el centro-norte de Anatolia, que incluía la mayor parte de la antigua Galacia. 

## Demografía
A principios del siglo XX, según se informa, tenía un área de 32 339 millas cuadradas (83 758 km²), mientras que los resultados preliminares del primer censo otomano de 1885 (publicado en 1908) dieron una población de 892 901. La precisión de las cifras de población varía de "aproximada" a "meramente conjetura" según la región de la que se obtuvieron. En 1920, la población fue descrita como principalmente musulmana de Turquía y cristianos armenios.

## Economía
Era un país agrícola, dependiendo para su prosperidad de su grano, lana y el mohair obtenido de las cabras de Angora.  Una industria importante fue el tejido de alfombras en Kırşehir y Kayseri. Había minas de plata, cobre, lignito y sal, y muchas fuentes termales, incluidas algunas de gran reputación medicinal. También se extrajo sal de roca y tierra de batán en la zona.
El tejido era una industria popular en el valiato, pero declinó después de la introducción del ferrocarril, donde los lugareños exportaban lana y mohair en lugar de tejerlos. También se encontró una pequeña industria de alfombras en la región a principios del siglo XX.

## Divisiones administrativas
Sanjacados del valiato:
1. Sanjacado de Ankara (Ankara, Ayaş, Beypazarı, Sivrihisar, Çubuk, Nallıhan, Haymana, Kızılcahamam, Mihalıççık, Balâ, Kalecik)
2. Sanjacado de Bozok (Yozgat, Akdağmadeni, Boğazlıyan)
3. Sanjacado de Kayseri (Kayseri, Develi, İncesu)
4. Sanjacado de Kırsehir (Kırşehir, Mucur, Hacıbektaş, Keskin, Çiçekdağı, Avanos)
5. Sanjacado de Çorum (Çorum, Osmancık, Kargı, Sungurlu, İskilip)

### Pueblos
Había un pueblo armenio llamado Stanoz cerca de Ankara. Gran parte de la población armenia se perdió después del genocidio armenio. Para 2020 quedaba un cementerio.